# Värmland
 Värmland (?·pàg.) és una  província històrica o landskap a l'oest del centre de Suècia. Limita amb Västergötland, Dalsland, Dalarna, Västmanland i Närke, i està delimitada per Noruega a l'oest. Les versions en llatí del seu nom són Vermelandia  i Wermelandia. Tot i que el nom de la regió de la província fou originalment Götaland, la seva regió moderna és Svealand. L'origen del nom és incert; pot referir-se al gran llac local amb el nom de Värmeln, tot i que el nom del llac s'analitza com a vär- + -meln (no värm 'calent' + eln).
Limita al sud amb el comtat de Västergötland. També comparteix amb aquest altre comtat el llac Vänern, un dels més grans del món i que es troba al sud del comtat. Hi ha molts boscos i cases de vacances. El comtat es troba en la frontera del sud de Noruega plenes de terres molt fèrtils on l'agricultura era el principal motor de la seva economia.
El comtat històric és el cap de la província de l'oest de Svealand, on també hi ha els comtats d'Örebro, Västra Götaland i Dalarna. El seu animal representatiu és el llop.

## Ducat de Värmland
En 1772 adquirí el títol honorífic de ducat i com a tal és utilitzat pels membres de la família reial de Suècia.
- Príncep Carles Adolf de Suècia (*+1798)
- Príncep Hereu Gustau de Suècia (1858 fins que fou nomenat rei de Suècia). Gustau V de Suècia.
- Príncep Carles Felip de Suècia des de 1980. Actual titular del ducat.

## Esports
A Värmland es pot practicar molts esports a l'aire lliure: Pescar, caçar, la vela, el piragüisme, descens pel riu Klarälven, etc. S'organitzen excursions, principalment des de la primavera fins a la tardor en les quals es poden veure els animals típics de la zona: Llops, ossos, linxs, etc.

## Llocs d'interès
- La casa Marbacka, la llar de l'escriptora sueca, Selma Lageröf, Premi Nobel de Literatura.
- El llac Vänern
- Els llacs Fryken.
- El vaixell S/S Freja av Fryken.
- La Finca Rottneros.
- La casa i jardins dels germans Sahlströmska.
- El Museu Arvika Fordons (Col·lecció d'automòbils antics)
- Els Alts Forns de Borgviks Bruk.
- Esglésies medievals de Botilsäter i Millesvik.
- Els pobles de Karlstad, de Hagfors, de Filipstad, de Langban (on va néixer l'inventor John Ericsson) i el poble de Karlskoga.